# Ronen Hoffman
Ronen Hoffman (hebr.: רונן הופמן, ur. 19 lipca 1963 w Afuli) – izraelski polityk, w latach 2013–2015 poseł do Knesetu z listy Jest Przyszłość.
W wyborach parlamentarnych w 2013 po raz pierwszy i jedyny dostał się do izraelskiego parlamentu.